# Gino Latilla
Gino Latilla, właśc. Gennaro Latilla (ur. 7 listopada 1924 w Bari, zm. 11 września 2011 we Florencji) – włoski piosenkarz, zwycięzca Festiwalu Piosenki Włoskiej w San Remo w 1954 roku z piosenką „Tutte le mamme”, wykonaną w parze z Giorgio Consolinim, oraz Festiwal Piosenki Neapolitańskiej w 1955 roku z piosenką „E stelle e’ Napule”, zaśpiewaną wspólnie z Carlą Boni, z którą w latach 50. tworzył znany duet piosenkarski.

## Życiorys

### Okres młodości
Gino Latilla urodził się jako syn Mario Giuseppe, słynnego piosenkarza lat 30. Jako dziecko poszedł w ślady ojca. Uczęszczał do gimnazjum w Bari, gdzie jego profesorem był Aldo Moro, który pozostał jego przyjacielem. Mając 15 lat występował w spektaklach swego ojca.

### Kariera artystyczna
W 1948 roku zadebiutował jako piosenkarz w Teatro Manzoni w Bolonii. W 1952 roku wyjechał z zespołem do Stanów Zjednoczonych. Po powrocie został wokalistą orkiestry Cinico Angeliniego. Prezentował melodyjny styl z wpływami muzyki amerykańskiej, zwłaszcza Frankiego Laine’a. Zaczął nagrywać swoje pierwsze piosenki. Zakochał się w Nilli Pizzi, kochance dyrygenta Angeliniego; odrzucony przez nią próbował popełnić samobójstwo. W 1952 roku zadebiutował na Festiwalu w San Remo występując z czterema innymi wykonawcami: Nillą Pizzi, Duo Fasano, Achille Toglianim i Oscarem Carbonim. Odniósł wówczas sukces piosenką „Un disco dall’Italia”, napisaną dla emigrantów; na tym samym Festiwalu przedstawił jeszcze 3 inne piosenki: „L’attesa”, „Malinconica tarantella” i „Pura fantasia”. W roku 1952 w San Remo Latilla poznał też Carlę Boni. Oboje stali się parą w sztuce i w życiu. W 1958 roku wzięli ślub. Urodziło im się dwoje dzieci, Davide i Luisella.
Gino Latilla uczestniczył we wszystkich kolejnych edycjach Festiwalu San Remo, z wyjątkiem lat 1955 i 1956. W 1953 roku zajął 3. miejsce prezentując w parze z Giorgio Consolinim piosenkę „Vecchio scarpone”, oraz 4 inne piosenki, uplasowane na dalszych lokatach: „Vecchia villa comunale”, „Tamburino del reggimento” i „Povero amico mio” (wszystkie w parze z Consolinim) oraz „Innamorami” (w parze z Teddym Reno). W 1954 roku wygrał Festiwal w San Remo prezentując w parze z Giorgio Consolinim piosenkę „Tutte le mamme”; po raz pierwszy w historii tego Festiwalu wygrali dwaj mężczyźni. Piosenka ta w jego interpretacji zajęła 21. miejsce na liście przebojów Hit Parade Italia 1954, podczas gdy wersja Giorgio Consoliniego uplasowała się na 13. pozycji. W tej samej edycji Gino Latilla zaprezentował też kilka innych piosenek, z których „...E la barca tornò sola”, wykonana z Duo Fasano i Franco Riccim, zajęła 3. miejsce. Pozostałe piosenki to: „Arriva il direttore” (z Carlą Boni, Duo Fasano i Quartetto Cetra), „Piripicchio e Piripicchia” (z Quartetto Cetra) i „Una bambina sei tu” (z Natalino Otto). W roku 1957 zaprezentował na Festiwalu 5 piosenek, z których najwyżej uplasowały się: „Scusami” (3. miejsce), wykonana w parze z Toniną Torrielli i „Casetta in Canadà” (4. miejsce), największy przebój tej edycji Festiwalu, wykonana wspólnie z Carlą Boni i Duo Fasano w parze z Glorią Christian i zespołem Poker di Voci. W 1958 roku zajął w San Remo 3. miejsce z piosenką „Amare un’altra”, wykonaną w parze z Nillą Pizzi, natomiast w 1959 roku był drugi z piosenką „Io sono il vento”, wykonaną w parze z Arturo Testą. Słabiej wypadł w 1960 roku, gdy jego piosenki „Vento pioggia… scarpe rotte” i „Invoco te”, wykonane w parze z Mirandą Martino nie zakwalifikowały do finalu. W 1961 roku Gino Latilla wystartował po raz ostatni w San Remo z piosenką „Il mare nel casetto”, która wykonana w parze z Milvą zajęła 3. miejsce. W 1955 roku wygrał Festiwal Piosenki Neapolitańskiej śpiewając wspólnie z Carlą Boni piosenkę „E stelle e’ Napule”. W tym samym roku triumfował również na Międzynarodowym Festiwalu w Wenecji, śpiewając wspólnie z Carlą Boni i Quartetto Cetra piosenkę „Vecchia Europa”. Inne jego przeboje z lat 50. to: „Amico tango” (1953, z Nillą Pizzi), „Tchumbala bey” (1954, napisana przez Freda Buscaglione), „Marietta monta in gondola” (1954) i „Serenatella sciue’ sciue'” (1957); dwie ostatnie zaśpiewane wspólnie z Carlą Boni.

### Okres późniejszy
Później Gino Latilla postanowił nie występować więcej na Festiwalu w San Remo, a nawet przerwać karierę piosenkarską, a to z uwagi na zmieniającą się modę, w efekcie której na włoskiej scenie muzycznej pojawili się urlatori, wykonawcy piosenki młodzieżowej i autorskiej. Znalazł zatrudnienie w RAI jako urzędnik i przez długi czas nie śpiewał w przeciwieństwie do swojej żony, która kontynuowała karierę, nie odnosząc jednak takich sukcesów, jak w poprzedniej dekadzie. W późniejszych latach był dyrygentem RAI w Rzymie i Florencji. W latach 80. Gino Latilla powrócił do śpiewania, tworząc z Nillą Pizzi, Giorgio Consolinim i żoną Carlą Boni grupę Quelli di Sanremo. Grupa występowała w spektaklu Ieri, oggi e domani, w którym prezentowała w nowych wersjach swoje największe przeboje, zapowiadając je i przeplatając wspomnieniami z dawnych lat.
Gino Latilla zmarł po długiej chorobie 11 września 2011 roku w szpitalu Santa Maria Nuova we Florencji.